# Кинофестиваль в Жерармере 2004 года
XI Международный фестиваль фантастических фильмов в Жерармере (Festival de Gérardmer — Fantastic’Arts 11eme edition) проходил в департаменте Вогезы (Франция) с 28 января по 1 февраля 2004 года. Тема фестиваля этого года — «Фантастические животные».

## Жюри
Thématique : Les Animaux Fantastiques
- Пол Верхувен — президент
- Сесиль де Франс
- Эльза Зилберстайн
- Жан Бенгуиджи
- Клод Брассёр
- Энтони Делон
- Мишель Делпеш
- Альбер Дюпонтел
- Жерар Кравчик

## Лауреаты
- Гран-при —  «История о двух сёстрах» (A Tale of Two Sisters aka Janghwa, Hongryeon), Южная Корея, 2003, режиссёр Ким Джи Воон
- Приз жюри —  «Счастье семьи Катакури» (Katakuri-ke no kôfuku aka Happiness of Katakuris), Япония, режиссёр Такэси Миикэ
- Приз критики — «Объект любви» (Love Object), США, 2003, режиссёр Роберт Париджи
- Приз зрительских симпатий «Mad Movies — Inédits Vidéo»  —  «Одним глазком» (My Little Eye), Великобритания, режиссёр Марк Эванс
- Приз 13-й улицы —  «История о двух сёстрах» (A Tale of Two Sisters aka Janghwa, Hongryeon), Южная Корея, 2003, режиссёр Ким Джи Воон
- Приз «Première» — «Объект любви» (Love Object), США, 2003, режиссёр Роберт Париджи
- Приз молодёжного жюри - «История о двух сёстрах» (A Tale of Two Sisters aka Janghwa, Hongryeon), Южная Корея, 2003, режиссёр Ким Джи Воон